# Microsoft Dynamics NAV
Microsoft Dynamics NAV es un software ERP (por sus siglas en inglés: enterprise resource planning). Microsoft Dynamics NAV forma parte de la familia de productos Microsoft Dynamics.
Ha pasado por varios nombres desde 1995. Los nombres Navision Financials, Navision Attain, Microsoft Business Solutions Navision, Microsoft Dynamics NAV y el actual Dynamics 365 Business Central hacen referencia al mismo producto.

## Arquitectura
Microsoft Dynamics NAV es un software multicapa, lo que significa que la ejecución es realizada por distintos componentes de software, que en este caso son:
- El servidor de base de datos para almacenar la información. Dynamics NAV utiliza únicamente Microsoft SQL Server.
- El servidor de aplicaciones que trata los datos aplicando lógica y reglas de negocio. Dynamics NAV incluye su propio servidor de aplicaciones denominado NST (NAV Service Tier).
- El cliente que es el encargado de recoger y visualizar la información de manera entendible y agradable para los humanos. Se incluyen los siguientes:

Cliente Windows (aplicación de escritorio de Windows)

Cliente Web (accesible mediante cualquier navegador)

Cliente tableta y teléfono inteligente (app disponible para Windows Phone, Apple y Android)

Cliente Sharepoint (integrado en portal de Sharepoint)

Cliente API (permite el acceso a la lógica de negocio a terceras aplicaciones mediante web services)

Cliente NAS (sesión desatendida sin interface para ejecutar procesos)

## Áreas funcionales
Microsoft Dynamics NAV es un ERP orientado a roles. El sistema está basado en las personas dentro de una organización, su rol, y las tareas que llevan a cabo. Cuando los usuarios entran por primera vez a Microsoft Dynamics NAV, entran a la página de su rol, viendo así la información que necesitan para realizar sus tareas diarias, según su rol.
Microsoft Dynamics NAV cubre las siguientes áreas funcionales dentro de una organización:
- Gestión Financiera. En el área de Gestión Financiera se cubren las siguientes funcionalidades: contabilidad, presupuestos, esquemas de cuentas, informes financieros, gestión de tesorería, efectos a cobrar y a pagar, activos fijos, declaraciones de IVA, registros entre empresas, contabilidad de costes, consolidación, divisas, e Intrastat.
- Ventas y Marketing. Esta área cubre la gestión de clientes, procesamiento de pedidos, precios, contactos, marketing, campañas, etc.
- Compras. Esta área incluye la gestión de proveedores, procesamiento de pedidos, aprobaciones, planificación de compras, costes, etc.
- Almacén. Dentro del área de almacén encontramos en inventario, enviar y recibir productos, gestión de distintos almacenes, picking, montaje de kits (o fabricación ligera), etc.
- Fabricación. El área de fabricación incluye diseño de productos, capacidades, planificación, ejecución, costes, subcontratación, etc.
- Proyectos. En el área de proyectos se pueden crear proyectos, fases y tareas, planificación de proyectos, hojas de tiempos, trabajo en curso, etc.
- Planificación de recursos. Esta área incluye recursos, capacidades, etc.
- Servicio. El área de Servicio permite gestionar productos de servicio, gestión de contratos, procesamiento de pedidos, planificación y ejecución, tareas de servicio, etc.
- Recursos Humanos. Esta área permite gestionar empleados, ausencias, etc.

El código fuente de Microsoft Dynamics NAV es accesible con la licencia adecuada, por lo que el producto es altamente personalizable. Esto quiere decir que es posible crear una nueva área funcional y añadirla al sistema, completando la funcionalidad estándar. También es posible añadir nueva funcionalidad a las áreas existentes.  De hecho existen más de 2000 soluciones desarrolladas y registradas, que amplían considerablemente la funcionalidad de las soluciones.

## Historia
Dynamics NAV fue inicialmente desarrollado por una empresa danesa. El programa se llamaba Navision A/S que nació como una mezcla entre las empresas Navision Software A/S y Damgaard A/S. Las compañías fueron fundadas en Dinamarca en 1984 y 1983, respectivamente.
“La belleza de la simplicidad” pronto fue adoptado como el primer lema de la compañía,  comunicando con claridad la estrategia de hacer que el software sea lo más simple posible, una estrategia que se observó rigurosamente en cada versión posterior en años sucesivos.
En 1987, la compañía decidió cambiar su nombre un tanto críptico de PC&C, por “Navision Software”. Al mismo tiempo, su software de contabilidad ya establecido también cambió de nombre y pasó a ser Navigator.  Además del nuevo nombre, mucho más había de nuevo con la nueva versión.
Navigator contenía una lista de características difíciles de encontrar en productos de la competencia, como:
- Cliente/servidor
- Entorno multi-usuario con aislamiento de transacción basada en versiones
- Diseñador de informes
- Funcionalidad analítica basada en las dimensiones, que se asemejaban a las herramientas OLAP contemporáneas

En España, en 1992, Jesús García Lecuona, Alejandro Pradas y Fernando del Barrio se “subieron al tren” e iniciaron el proyecto común de PC&C Ibérica. En breve periodo se convirtió en la tercera en orden de importancia en Europa tras Dinamarca y Alemania gracias al alto nivel de cualificación de la red de distribución creada por sus fundadores.
El 11 de julio de 2002, Microsoft compró Navision A/S y lo incluyó dentro de su división Microsoft Business Solution. El programa ha sufrido distintos cambios de nombres. Los nombres Navision Financials, Navision Attain y Microsoft Business solutions Navision Edition se han usado para referirse al producto que ahora se llama Microsoft Dynamics NAV.
A principios de la década de 1990, con el lanzamiento de Navision 3.04, el lenguaje de programación C/AL fue introducido junto con las herramientas de desarrollo para poder diseñar pantallas, tablas, informes, importaciones, procesos por lotes, y funciones. Esta forma de diseñar la aplicación se ha mantenido a través de los años.
La herramienta de desarrollo sufrió un cambio importante cuando las páginas y los informes SRS (SQL Reporting Services) aparecieron con el lanzamiento de Microsoft Dynamics NAV 2009, que también incluía la posibilidad de usar el framework de.NET en el lenguaje C/AL.
La introducción de los informes SRS supusieron un gran cambio, ya que el diseño gráfico de los informes, la disposición de los campos dentro del informe, se tenía que realizar fuera de Dynamics NAV. La herramienta para diseñar informes es Visual Studio. El motivo del cambio fue poder aprovechar las ventajas de la tecnología de los Reporting Services de Microsoft SQL Server.
Con el lanzamiento de Navision Financials 2.50, se introdujo la opción de usar Microsoft SQL Server como base de datos. Desde Navision Financials 2.50 hasta Dynamics NAV 2009, coexistieron dos bases de datos distintas: el servidor Nativo y el servidor de SQL. Con la versión Dynamics NAV 2013, desaparece el servidor Nativo y Microsoft SQL Server se queda como la única opción para la capa de base de datos.
Al desaparecer el Servidor Nativo, Dynamics NAV se pudo deshacer de restricciones existentes hasta el momento, que estaba ahí para asegurar la compatibilidad entre los dos servidores. Por ejemplo, Dynamics NAV 2013 incorpora un nuevo objeto llamado Query que permite, entre otros, especificar un conjunto de datos procedentes de múltiples tablas. El objeto Query se transforma en una única sentencia SQL, que puede hacer uso de la cláusula JOIN de SQL.
En el antiguo servidor Nativo no era posible usar múltiples tablas como fuente de datos. Al desaparecer el servidor Nativo, también fue posible deshacerse de la restricción.
El lanzamiento de Microsoft Business Solutions NAV 4.0 supuso la introducción de un nuevo menú, que cambió por completo la estructura de menús del programa. Fue el primer paso para orientar el menú a los roles. La apariencia de ese nuevo menú recordaba al menú de Microsoft Office, haciendo que Dynamics NAV se acercara a otros productos de Microsoft.
En la actualidad Microsoft Dynamics Nav 2015 se diferencia principalmente de la versión anterior por ofrecer la aplicabilidad móvil. Este avance responde a las demandas del mercado en cuanto a la variedad de dispositivos, como tabletas o móviles. También se optimiza la visualización de datos, el proceso de creación de informes y ya está en la nube de la mano de Microsoft Azure y Office 365.
Las posteriores versiones de la aplicación han sido: Dynamics NAV 2016 (versión 9.00), Dynamics NAV 2017 (v. 10.00), Dynamics NAV 2018 (v.11.00).
A partir de 2018, las futuras versiones van a ser renombradas bajo el término de Microsoft Dynamics 365 Business Central. Se trata de una aplicación pensada para ser almacenada en cloud, aunque parece que por el momento se mantendrá una versión "on-premise" (en local).